# Karl Bichmann
Karl Ludwig Bichmann (* 16. Februar 1848 in Friedberg; † 7. März 1929 in Darmstadt) war Kreisrat im Großherzogtum Hessen.

## Familie
Seine Eltern waren der Major Karl Bichmann (1811–1885) und dessen Frau Anna, geborene Schmitt.
Karl Bichmann heiratete 1872 Maria Hoffmann (1853–1930), Tochter des Hauptmanns Karl Hoffmann.

## Karriere
Das Studium der Rechtswissenschaft schloss Karl Bichmann mit der Promotion zum Dr. jur. ab und trat anschließend als Regierungsakzessist in den Staatsdienst ein. 1875 wurde er Polizeikommissar II. Klasse in Darmstadt und 1877 zum Polizeikommissar I. Klasse befördert. 1879 wechselte er als Assessor zum Kreis Lauterbach, wurde 1885 Amtmann beim Kreis Heppenheim und 1892 zum Regierungsrat befördert. 1893 folgte die Ernennung zum Kreisrat des Kreises Oppenheim. 1900 wechselte er in gleicher Funktion zum Kreis Groß-Gerau. 1905 ging er aus gesundheitlichen Gründen in den Ruhestand.

## Ehrungen
- 1898 Ritterkreuz I. Klasse des Verdienstordens Philipps des Großmütigen[1]
- 1903 Russischer Sankt-Stanislaus-Orden II. Klasse[1]
- 1905 Geheimer Regierungsrat[1]
- 1909 Ehrenkreuz des Verdienstordens Philipps des Großmüthigen[1]